# Baïse
Die Baïse (auch: Grande Baïse) ist ein ca. 188 km langer Fluss im Südwesten Frankreichs.

## Verlauf
Die Baïse entspringt am Plateau von Lannemezan, im Gemeindegebiet von Capvern, entwässert in allgemein nördlicher Richtung und mündet bei Saint-Léger als linker Nebenfluss in die Garonne. Da sie in Trockenperioden wenig Wasser führt, wird sie – wie die meisten Flüsse am Plateau von Lannemezan – vom Canal de la Neste künstlich bewässert.
Der im Oberlauf Grande Baïse genannte Fluss ändert nach dem Zusammenfluss mit der Petite Baïse bei L’Isle-de-Noé seinen Namen und heißt ab da lediglich Baïse. Der gesamte Fluss wird aber immer als Einheit betrachtet.

## Durchquerte Départements
in der Region Okzitanien:
- Hautes-Pyrénées,
- Gers

in der Region Nouvelle-Aquitaine:
- Lot-et-Garonne

## Schifffahrt
Schiffbar ist die Baïse von ihrer Mündung bis nach Valence-sur-Baïse. Im 19. Jahrhundert wurde der Fluss für den Transport von Getreide, Mehl und Armagnac ausgebaut, heute wird die Baïse jedoch nur mehr touristisch von Sport- und Hausbooten genutzt. In Buzet-sur-Baïse hat sie auch eine Verbindung zum Garonne-Seitenkanal (Canal latéral à la Garonne).

## Orte und Sehenswürdigkeiten am Fluss
- Montastruc
- Trie-sur-Baïse
- Mirande
- L’Isle-de-Noé
- Valence-sur-Baïse mit der Zisterzienser-Abtei Abbaye de Flaran
- Condom
- Moncrabeau
- Nérac
- Lavardac
- Vianne, eine intakte mittelalterliche Bastide
- Buzet-sur-Baïse
- Saint-Léger